# 対日戦勝記念日
対日戦勝記念日（たいにちせんしょうきねんび）とは、連合国の第二次世界大戦における日本 に対する戦勝記念日である。英語: Victory over Japan Day, VJ Day, Victory in the Pacific Day, VP Day とも言うが、略称としては VJ Day が一般的である。

## 概要

降伏文書への調印（1945年9月2日）

伝統的な戦時国際法においては、休戦協定の合意は口頭による同意によればよく、文書の手交を要件としない。このため休戦が協定された日と休戦協定が外交文書（降伏文書）として固定された日は異なり、実際に各地の戦線で休戦が合意された日もまた異なる。
対日戦勝記念日とされる場合、通常は、日本政府が公式にポツダム宣言による降伏文書に調印した1945年（昭和20年）9月2日を指す。なお、同じく連合国の中華民国やソビエト社会主義共和国連邦の対日戦勝記念日は、その翌日9月3日である。
同様の記念日にVE Day（英語: Victory in Europe Day、ヨーロッパ戦勝記念日）の1945年5月8日がある。

## 経緯
1945年8月14日、日本政府は連合国に対してポツダム宣言を受諾する旨を、スイス政府経由でアメリカ合衆国大統領トルーマンに電信した。翌8月15日正午、昭和天皇の玉音放送によって、このことが国民に向けて公表され、日本軍に対して『停戦命令』を発布した。
同年9月2日、昭和天皇は「降伏文書調印に関する詔書」を発し、降伏文書への署名及びその履行等を命じた。これに基づき、同日、東京湾上のアメリカ戦艦ミズーリにおいて、日本側を代表して重光葵外相、梅津美治郎参謀総長、連合国を代表して連合国最高司令官のマッカーサーが降伏文書に署名した。

## 各国における対日戦勝記念日

### アメリカ

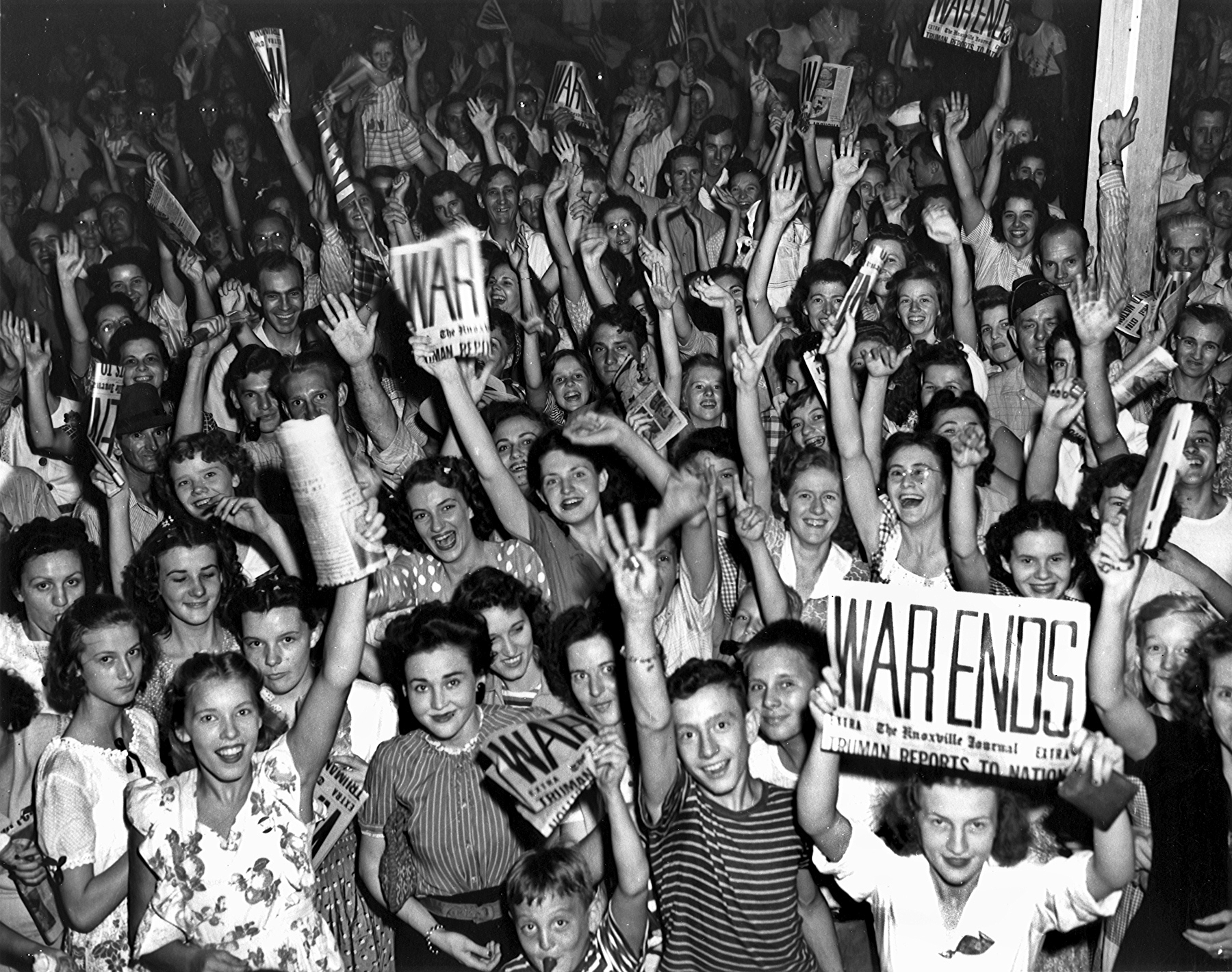
勝利を祝う市民。マンハッタン計画の拠点・オークリッジにて

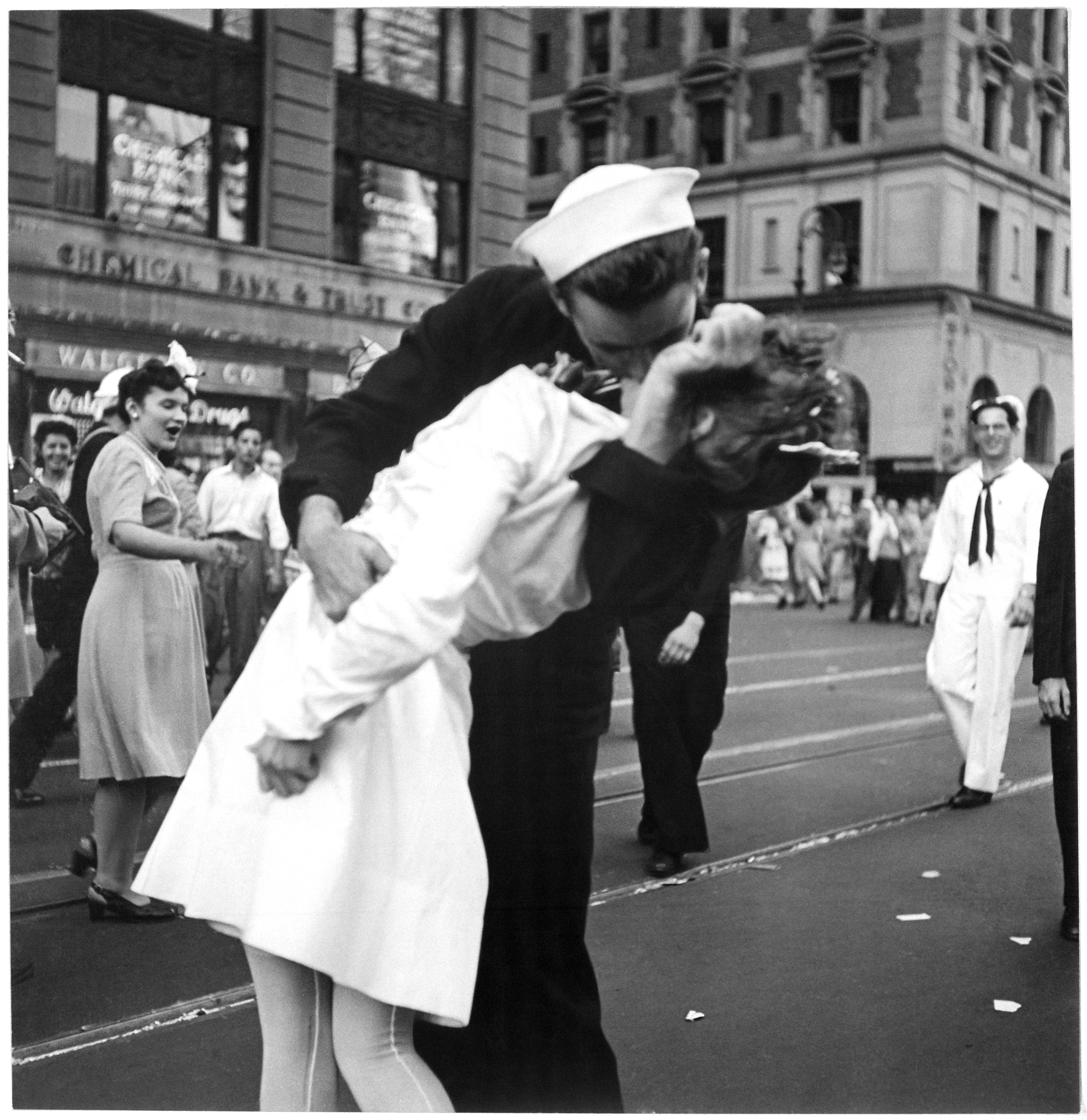
『Kissing the War Goodbye』（1945年8月14日、ヴィクター・ヨルゲンセン撮影）

アメリカ合衆国では、8月14日に日本の降伏が報道された。その日にトルーマンは、ポツダム宣言受諾の全文を紹介した上で、「“VJデー”の布告は、日本が降伏文書に正式に署名するまで待たなければならない」と発言した。そして、同年9月2日の降伏文書調印を以って、トルーマンはラジオ演説を行い、日本が正式に降伏したこの日を“VJデー”とする、と宣言した。
VJデーは、現在でもロードアイランド州で祝日になっている。ただし、正式な祝日の名前は「Victory Day（勝利の日）」で8月の第2月曜日としている。
アメリカ合衆国やフランスなど旧連合国では、2005年9月2日に第二次世界大戦終結60周年の記念行事が開かれた。ワシントンD.C.で開かれた記念行事には、退役軍人を初めとして多くの人々が集まった。

### イギリス
イギリスでは、日本の「終戦の日」同様に8月15日をVJデーとしている。

### ロシア
ソビエト連邦は、対日戦勝記念日は9月3日であった。これは、ソビエト連邦政府が降伏文書調印の翌日9月3日に、戦勝記念式典を開いたことにちなむ。
継承国のロシア連邦でも、当初はソビエト連邦と同じく9月3日を対日戦勝記念日にしていたが、2010年7月14日に連邦議会が9月2日を「第二次世界大戦が終結した日」とする法案を可決、同月25日にドミートリー・メドヴェージェフ大統領が署名し、9月2日を「第二次世界大戦終結の日」とする法改正案は成立した。これは事実上の対日戦勝記念日と見られているが、2011年3月11日に、9月3日を「日本帝国主義者に対する勝利の日」と定める法案が提出された際は与党である統一ロシアが反対し否決された。
その後、2017年には退役軍人や社会活動家、政治家などで構成するグループが、9月3日を対日戦勝記念日とするよう意見書をウラジーミル・プーチン大統領に提出したほか、2019年5月にも9月3日を対日戦勝記念日とする法案が野党議員により下院に提出され、2020年には上下両院での可決を経て、プーチン大統領が法案に署名。
しかし日本を非友好的を続ける露は2023年6月に軍国主義日本に対する勝利と第２次大戦終結の日と改めロ議会で可決。プーチン大統領が法案に署名した。

### 中華民国・中華人民共和国
連合国の一員だった中華民国は、対日戦勝記念日を9月3日としている。これは、日本政府が降伏文書に調印した9月2日の翌9月3日に、国民党政府がこの日より3日間を抗日戦争勝利記念の休暇としたためである。中国大陸や台湾には、今でも多くの「九三街」（9月3日通り）や「九三小学」（9月3日小学校）が存在する。なお、台湾における「日本の統治からの解放記念日」（台湾光復節）は、台湾光復式典が開かれた10月25日である。
1949年10月1日に成立した中華人民共和国も、中華民国と同じく9月3日を抗日戦争勝利記念日と称している。2015年から新たに9月3日を「抗日戦争記念日」として祝日とした。

### 韓国・北朝鮮
朝鮮半島、すなわち現在の大韓民国及び朝鮮民主主義人民共和国は、日本政府が降伏文書に調印した9月2日に、日本の統治から正式に独立。ただし、VJデーに当たる光復節（韓国）及び解放記念日（北朝鮮）は、双方とも8月15日としている。

### ベトナム
ベトナムでは、日本が降伏文書に調印した9月2日に、フランスから独立しベトナム民主共和国の樹立が宣言された（ベトナム独立宣言）。ベトナム民主共和国を継承したベトナム社会主義共和国では、VJデーに当たる9月2日は国慶節とされており、多くの街に「Đường 2 tháng 9」（9月2日通り）が存在する。